# ファーザー・オブ・ザ・イヤー
『ファーザー・オブ・ザ・イヤー』（原題:Father of the Year）は2018年に配信されたアメリカ合衆国のコメディ映画である。監督はタイラー・スピンデル、主演はデヴィッド・スペードが務めた。

## 概略
ウェインは元々不真面目な性格だったが、リストラされてからは自堕落な生活を送るようになっていた。そんなある日、ウェインの息子、ベンは友人のラリーと「僕の父さんと君の父親が喧嘩したら、どちらが勝つだろうか」という冗談話で盛り上がった。その話を耳にしたウェインは発奮し、ベンの必死の制止を振り切ってマーディに喧嘩を挑んだ。ウェインは息子にだらしない姿を見せていることを内心では恥じており、マーディに勝てば息子も少しは見直してくれるのではないかと考えたのである。
本作はウェインが不器用ながらも立ち直ろうとする姿を描き出していく。

## キャスト
※括弧内は日本語吹替。
- デヴィッド・スペード - ウェイン（後藤哲夫）
- ナット・ファクソン - マーディ（青山穣）
- ジョーイ・ブラッグ - ベン（島﨑信長）
- マット・シヴリー - ラリー（早志勇紀）
- ブリジット・メンドラー - メレディス（れいみ）
- カミーユ・クラーク - カリッサ
- ジャッキー・サンドラー - クリスタル
- メアリー・ギリス - ルース・フランクリン
- ジャレッド・サンドラー - ネイサン
- ビリー・コットキャンプ - PJ
- ケヴィン・ニーロン - ピーター・フランシス
- ペイトン・ラス - エイデン
- モーゼス・ストーム - トレイ
- ディーン・ウィンタース - ジェフ
- アシュリー・スピラーズ - オリヴィア（櫻庭有紗）

日本語吹替版その他：清水はる香、綿貫竜之介、手塚ヒロミチ、真木駿一、水越健、早川毅、伊沢磨紀、櫻井トオル、土井真理、松浦裕美子、北田理道
日本語版制作スタッフ 演出：依田孝利、翻訳：阿部未香、制作：東北新社

## 製作・配信
2017年5月3日、デヴィッド・スペード、ナット・ファクソン、ジョーイ・ブラッグ、マット・シヴリー、ブリジット・メンドラー、ジャッキー・サンドラーがNetflixの新作映画『Who Do You Think Would Win?』に出演することになったと報じられた。同月、本作の主要撮影がマサチューセッツ州のハドソンで始まった。その後、本作のタイトルは『Graduates』→『Father of the Year』と変更されることになった。2018年6月29日、本作のオフィシャル・トレイラーが公開された。
当初、本作は2018年6月29日に配信される予定だったが、後に配信日は同年7月20日に延期された。

## 評価
本作は批評家から酷評されている。映画批評集積サイトのRotten Tomatoesには11件のレビューがあり、批評家支持率は0%、平均点は10点満点で2.74点となっている。また、Metacriticには4件のレビューがあり、加重平均値は32/100となっている。
RogerEbert.comのブライアン・タレリコは本作に5つ星評価で1つ星半を与え、「『ファーザー・オブ・ザ・イヤー』を鑑賞することをひどく嫌がる人間はいないだろうが、鑑賞中ですらどんな内容かを忘れてしまいかねない作品である。」と評している。